# Lahmu

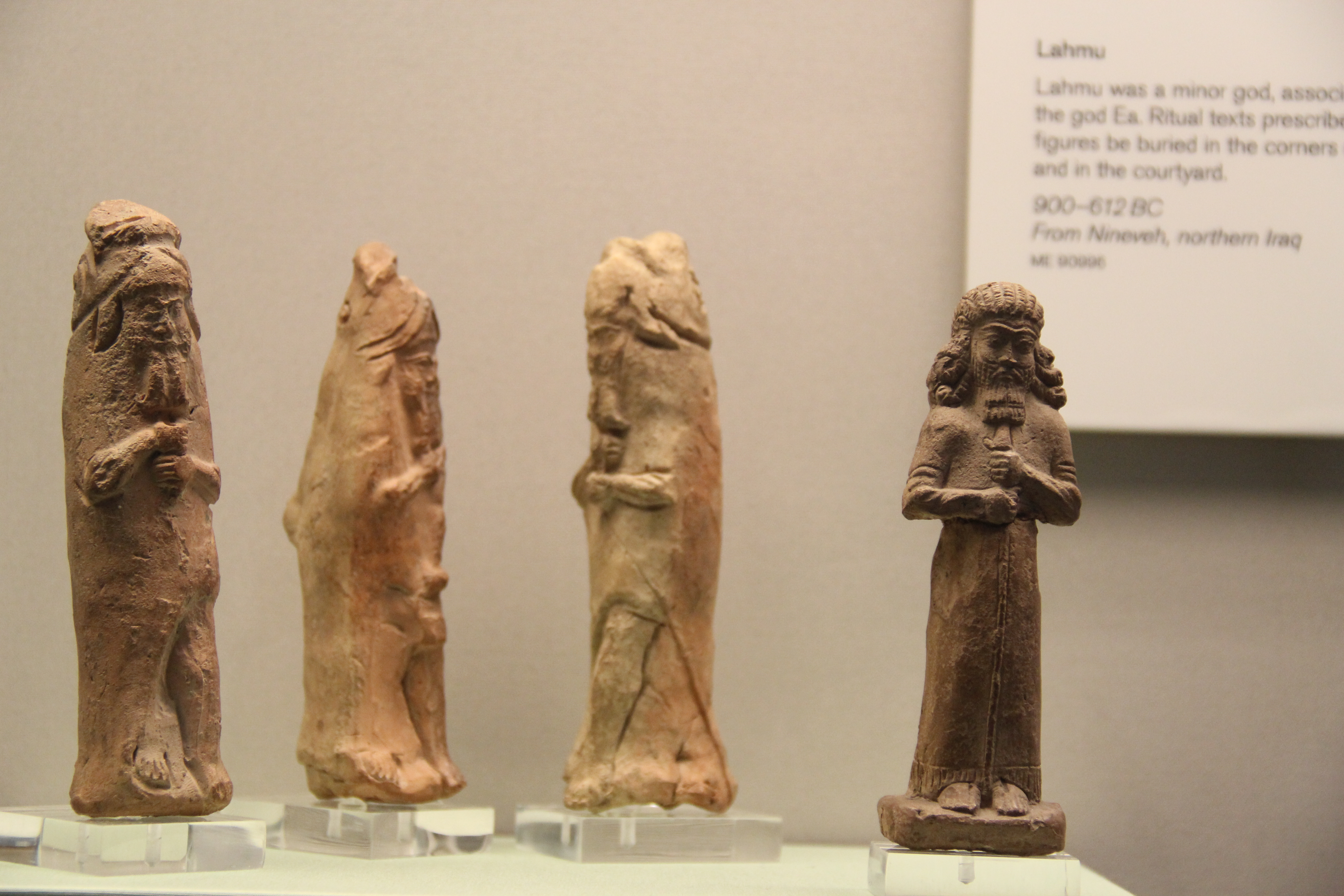
figuras de Lahmu en el British Museum

Lahmu (Lakhmu) y Lahamu (Lakhamu) son dos gigantes de Babilonia y hermanos de la mitología mesopotámica, hijos de Apsu y Tiamat; normalmente se los conoce como «los melenudos» o «barbudos», o también como «los fangosos» y «los pensantes». Tenían tres pares de rizos y estaban desnudos excepto por una triple faja roja, y solían ser representados como una serpiente. Se dice que representaban al suelo (lodo), o al sedimento, de ahí “los fangosos”. Quizás fueron padres de Anshar y Kishar, horizontes del cielo y la tierra. Cuando Tiamat entregó las "Tablillas del Destino" a Kingu, intentando vengar la muerte de Apsu a manos de Enki (véase Enuma Elish), Anshar convocó a un concilio a los dioses más ancianos y envió a Kappa a traerlos para que ayudaran a Marduk, y ellos encontraron un lugar principesco para él. La función que tenían al servicio del dios Enki/Ea, era guardar el cerrojo de las puertas del E-Apsu o porteros de la morada o templo de Enki. Jamás son nombrados por separado. 
El significado del nombre de la ciudad de Belén, originalmente Beth-Lehem o Bit-Lahmi, era “casa de Lahmu o Lahamu”.

"Si Nazaret es una aldea desconocida de los autores de la antigua literatura hebrea, Belén, en cambio, tenía una historia brillante. Al asentarse los israelitas en Tierra Santa cambió su nombre cananeo de Beth Lahamu, «casa del dios Lahamus», por el de Beth Lehem, «casa del pan». Se la llamó también Efratá, apellido de uno de los principales linajes que se fijaron en ella y que se hizo famoso en la rama de Jessé, padre de David.
Juan Ignacio González Errázuriz, Obispo de San Bernardo, ciudad de Chile, en su homilía del 24 de diciembre de 2006, parafraseando a Fray Justo Pérez de Urbel.